# Vecchio zuccherificio di Koloa
Il vecchio zuccherificio di Kōloa faceva parte della prima piantagione di canna da zucchero di successo commerciale alle Hawaii, fondata a Kōloa sull'isola di Kauai nel 1835 da Ladd & Company. Questo fu l'inizio di quella che sarebbe diventata la più grande industria delle Hawaii. L'edificio fu designato National Historic Landmark il 29 dicembre 1962. Rimangono un camino in pietra e le fondamenta del 1840.

## Storia
Sebbene la canna da zucchero fosse stata coltivata dagli antichi hawaiani su piccoli appezzamenti personali, questa fu la prima produzione commerciale su larga scala alle Hawaii. Joseph Goodrich della missione Hilo e Samuel Ruggles della Missione di Kona avevano sperimentato l'uso dell'agricoltura per sostenere le loro missioni e dare lavoro ai loro studenti. Dopo aver tentato invano di ottenere il reverendo Goodrich, Hooper si trasferì nel paese come manager, nonostante non avesse ricevuto alcuna formazione in ingegneria o agricoltura.
La piantagione fu fondata qui per via della fertilità generale del terreno, della vicinanza a un buon porto e della posizione vicino al laghetto Maulili che permetteva loro l'uso di una cascata per produrre l'elettricità. Questo primo contratto d'affitto non fu acquisito facilmente e i rapporti con i missionari ebbero un ruolo importante nella sua realizzazione. In precedenza la melassa finiva per essere distillata in rum, che i missionari conservatori combattevano costantemente. I fondatori della Ladd & Co. furono William Ladd (1807-1863), Peter A. Brinsmade (1804-1859) e William Northey Hooper (1809-1878). Gli hawaiani resistettero al contratto di affitto della terra e proibirono inizialmente la vendita di provviste ai gestori delle piantagioni. I due gruppi alla fine trovarono una difficile partnership che portò a conflitti multipli con il passare del tempo.
Sebbene 980 acri (400 ha) fossero affittati dal re Kamehameha III, solo 12 acri (4,9 ha) furono piantati nel settembre 1835. Un piccolo mulino alimentato dall'acqua del laghetto di Maulili produsse una piccola quantità di melassa nel 1836. I rulli di legno nel mulino si consumarono rapidamente, quindi furono sostituiti con quelli di ferro per aumentare la produzione. Nel 1837 il mulino produsse oltre 4 000 libbre (1 800 kg) di zucchero e 700 galloni americani (2 600 L) di melassa. Un mulino successivo, il cui camino e fondamenta sono ancora visibili, fu costruito dal 1839 al 1841 sul torrente Waihohonu. Costruirlo costò circa US 16000 $.

## Controversie di lavoro
I gestori della piantagione di canna da zucchero espressero un significativo senso di frustrazione con i lavoratori hawaiani, facendo loro capire che si erano dimostrati "completamente inutili... come lavoratori". Il popolo hawaiano veniva descritto come profondamente radicato nel suo retaggio culturale tanto che "ci vorranno secoli, almeno, prima che capiscano che è parte del loro dovere servire fedelmente i loro padroni". Il direttore delle piantagioni continuava affermando che il lavoro di 10 uomini bianchi equivaleva a quello di 400 hawaiani.
I proprietari delle piantagioni pagavano ai lavoratori 2 dollari al mese usando "Valuta Kauai" che poteva essere utilizzata solo nei negozi di piantagioni per le merci (non più del 2% sul mercato). Furono fornite case arredate ma dovevano pagare per esse 1 centesimo al giorno. In una rivolta del 1841 contro queste condizioni, i lavoratori hawaiani iniziarono uno sciopero, senza successo, per salari più alti. Una revisione della storia e delle condizioni di lavoro di Kōloa rivela che le vere motivazioni dei proprietari delle piantagioni era di importare manodopera, con una conseguente enorme ondata di globalizzazione per le isole.
La piantagione di Kōloa utilizzava un sistema di appalti che dava ai lavoratori un interesse per il raccolto, ma impediva loro di trovare un altro impiego senza essere penalizzati. Questi metodi furono in seguito adottati da altri piantatori nel Territorio delle Hawaii che divennero noti come i "Big Five".

## Cessione e scomparsa
Ladd & Co. chiuse nel 1844 dopo un fallito tentativo di colonizzare il resto delle isole hawaiane.
La piantagione di Kōloa fu riacquistata dal governo hawaiano e venduta al dottor Robert Wood, cognato di Hooper, che la gestì fino al 1874. Nel 1853 un motore a vapore fu usato per alimentare un mulino per la prima volta alle Hawaii. Samuel Burbank sviluppò un aratro profondo per aumentare la produzione.
La Koloa Agricultural Company fu acquistata dalla famiglia Duncan McBryde nel 1899, che la aggiunse alla loro tenuta e alla Piantagione Eleʻele. Il loro agente era Theo H. Davies & Co. Nel 1910 Alexander e Baldwin divennero gli agenti e alla fine liquidarono gli altri soci. Il vecchio mulino fu sostituito da uno molto più grande a est nel 1912, che fu acquisito dalla progettata piantagione American Sugar Company a Molokaʻi. Frank A. Alexander gestì la compagnia dal 1912 al 1937. Cedric B. Baldwin gestì la compagnia dal 1938 fino alla seconda guerra mondiale, quando fu ucciso a Iwo Jima. McBryde si fuse con la Grove Farm Company nel 1948. La piantagione fu chiusa nel 1996. Nel 2000 la Grove Farm fu venduta a Steve Case, il cui nonno A. Hebard Case aveva lavorato nella piantagione. Pagò 25 milioni di dollari USA e fece debiti per 60 milioni di dollari, ma fu citato in giudizio da altri azionisti dato che suo padre era stato l'avvocato della compagnia. La causa finì in tribunale ma fu archiviata nel 2008.

## Galleria d'immagini

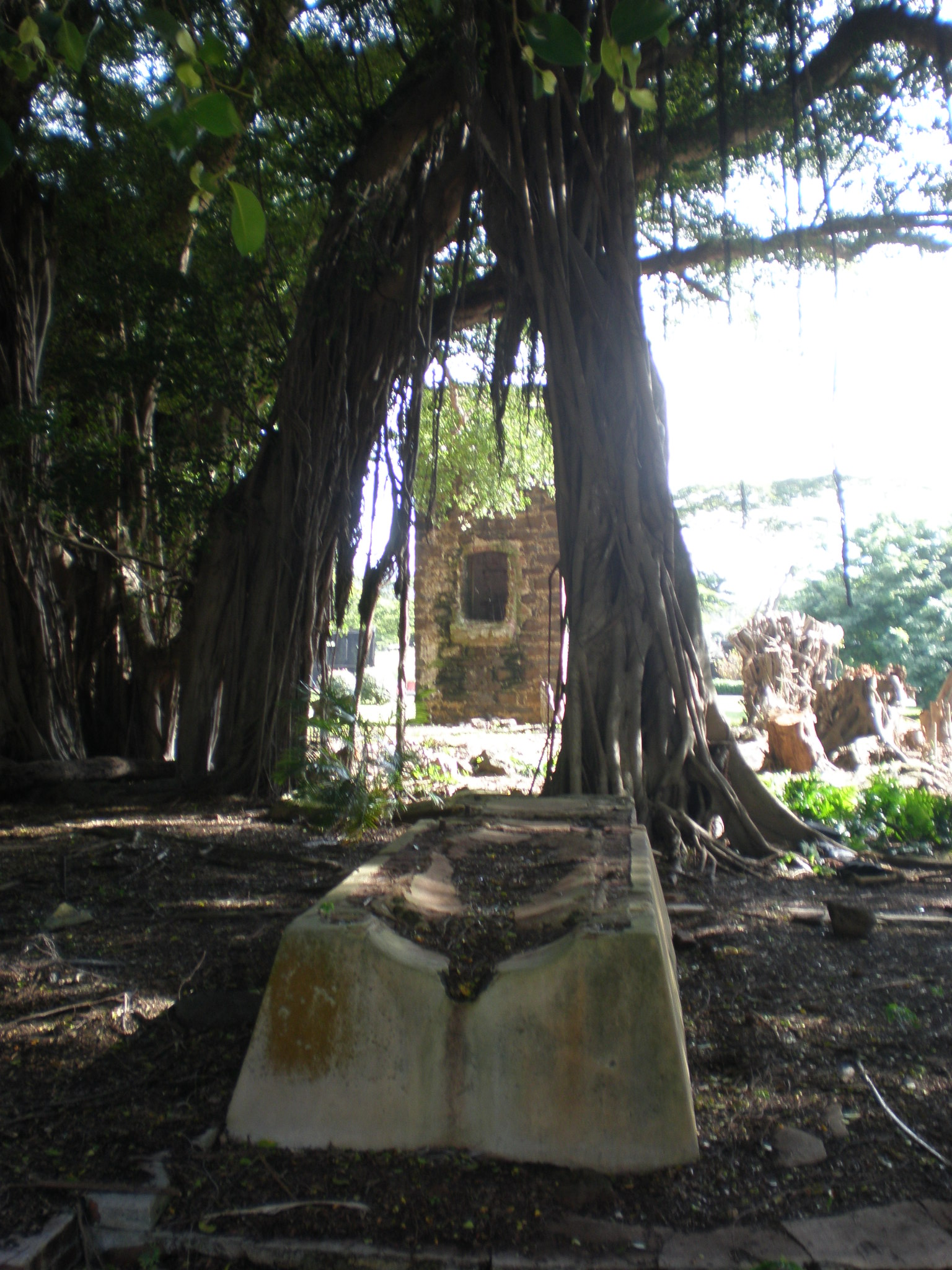
Vecchio trogolo e camino
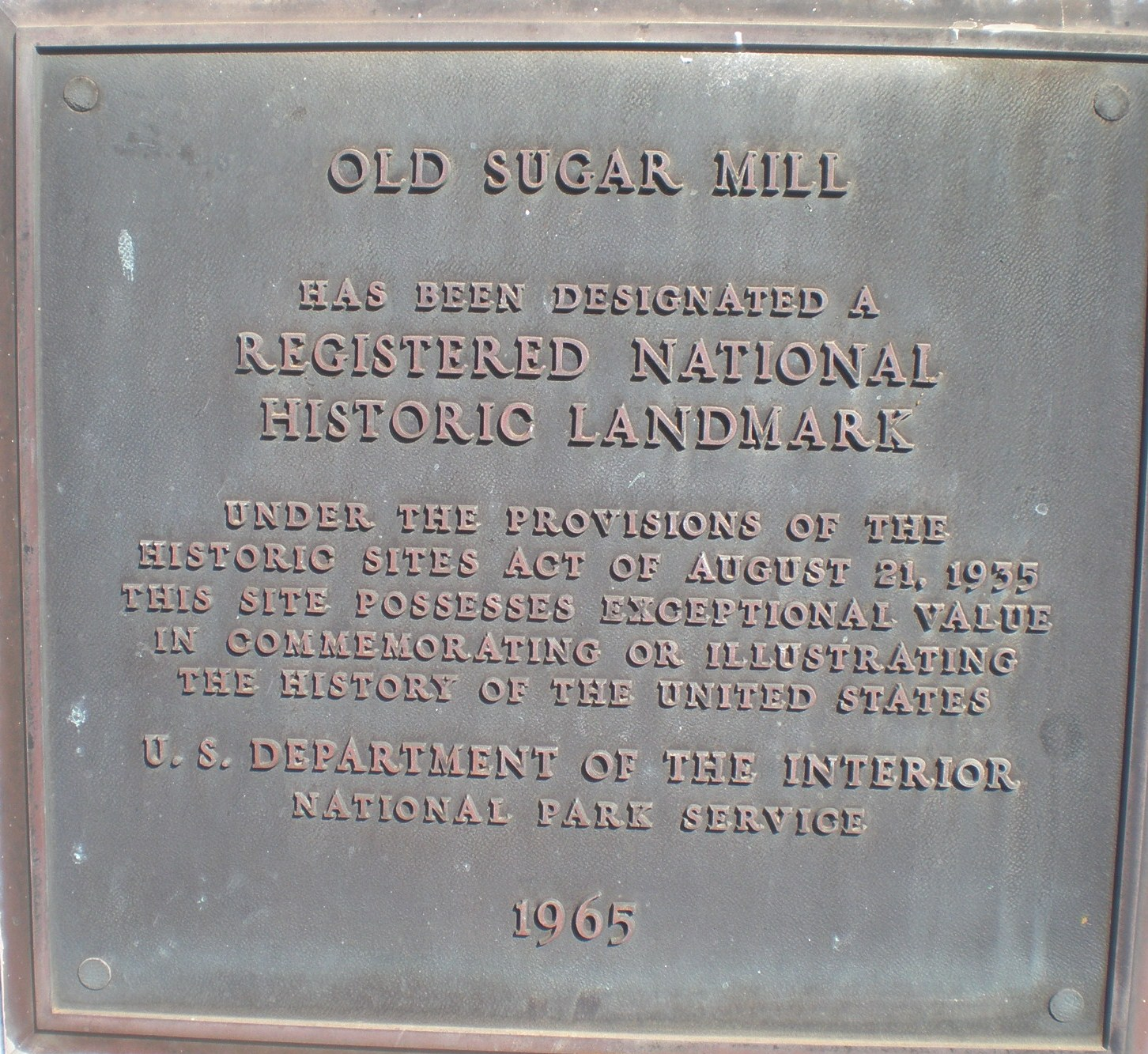
Targa di National Historic Landmark, posta nel 1965
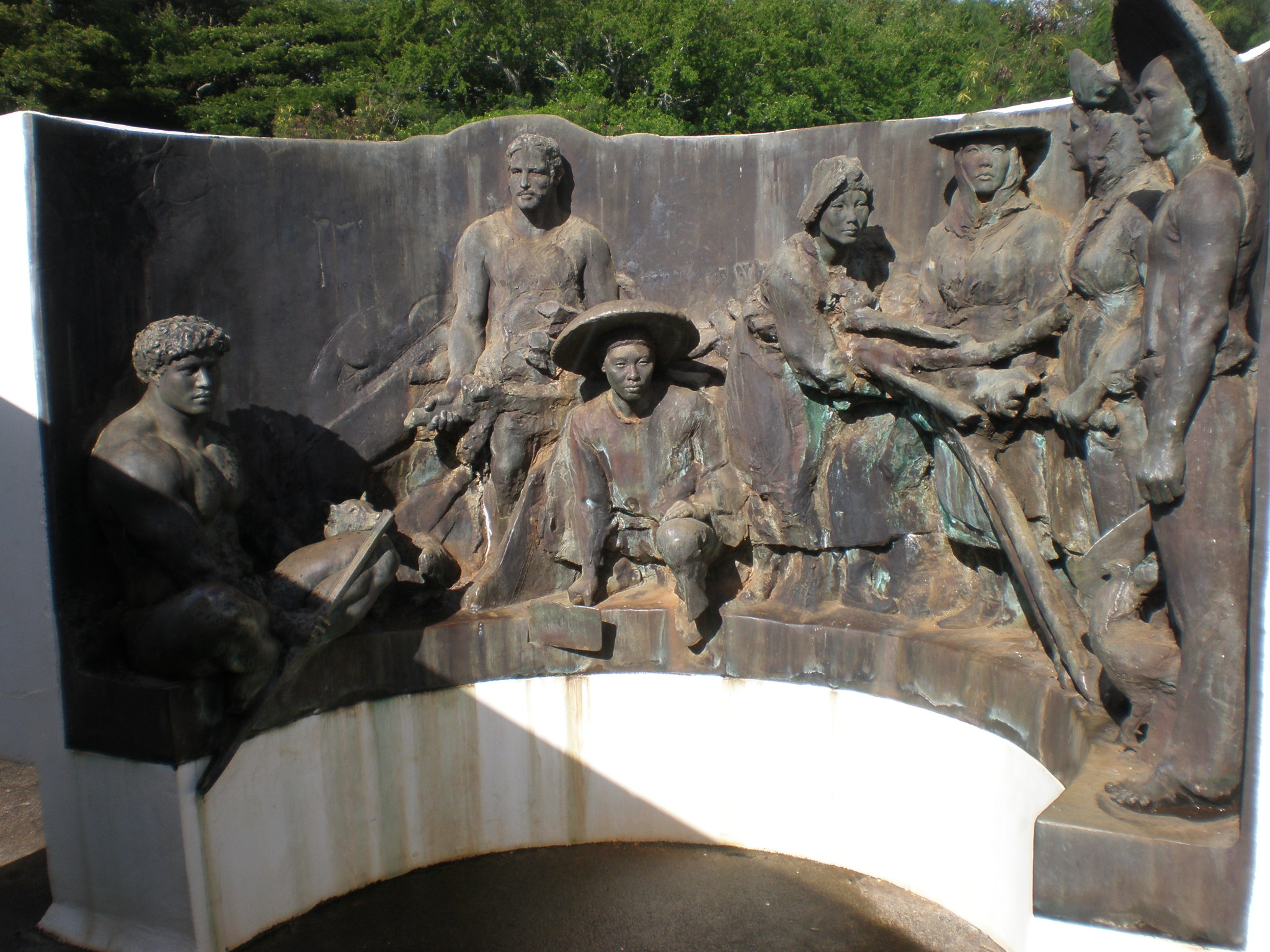
Scultura in bronzo di Jan Gordon Fisher
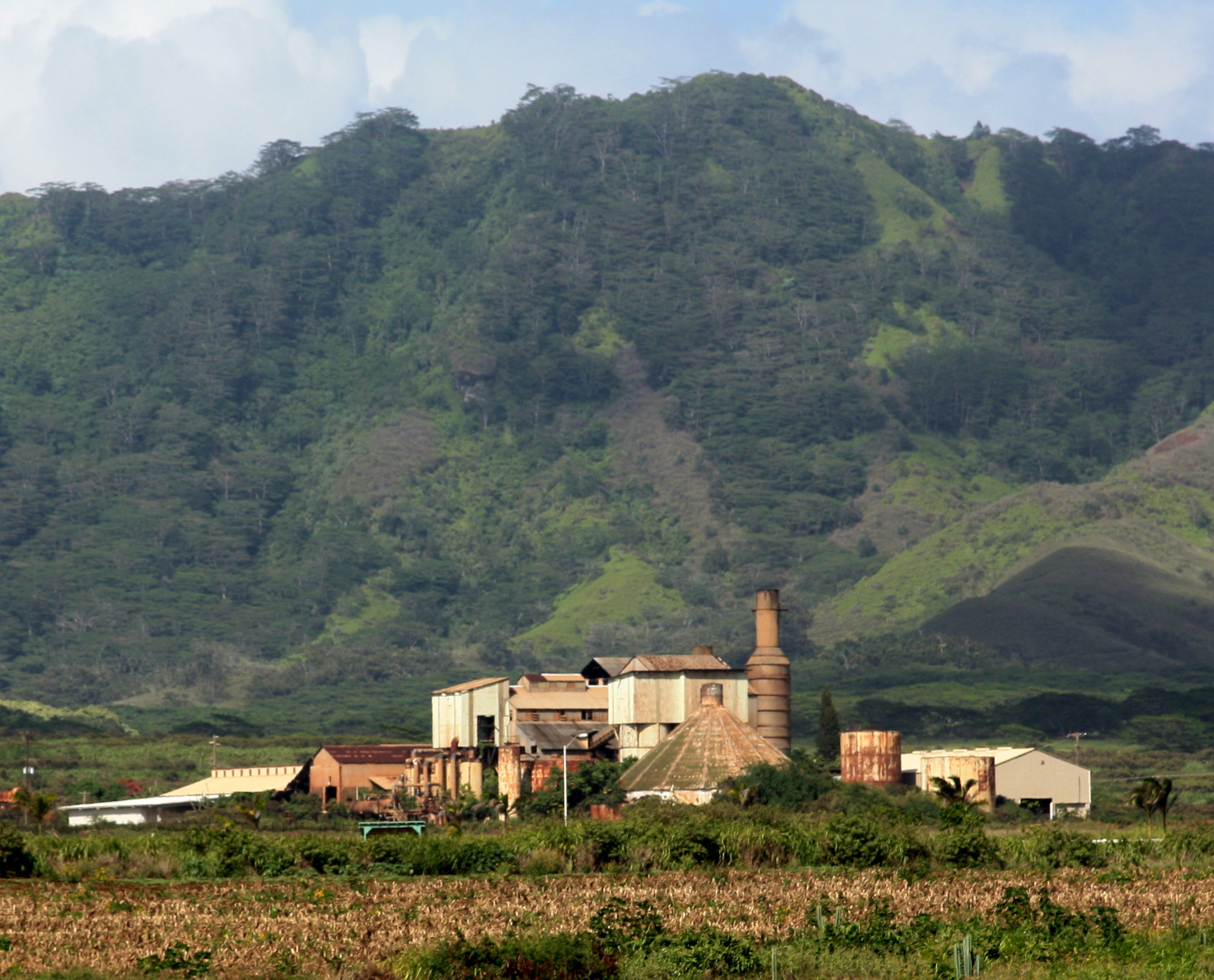
Lo zuccherificio di Kōloa, ora abbandonato